# Haitisittich

Verbreitungsgebiet auf der Insel Hispaniola

Der Haitisittich (Psittacara chloropterus), manchmal auch als Grünflügelsittich bezeichnet, ist eine Papageienart aus der Gattung Psittacara, die 2013 von den Keilschwanzsittichen (Aratinga) abgetrennt wurde. Es werden zwei Rassen unterschieden: die Nominatform Psittacara chloropterus chloropterus, die auf Hispaniola vorkommt, und der ausgestorbene Monasittich (Psittacara chloropterus maugei), der auf der Insel Mona und wahrscheinlich auf Puerto Rico heimisch war.

## Merkmale
Der Haitisittich erreicht eine Größe von 32 cm und ein Gewicht von 150 Gramm. Bei den Altvögeln sind der Flügelbug, der Handwurzelrand der Flügel, die äußersten mittleren Flügeldecken und die äußeren Unterflügeldecken rot. Die inneren kleinen Unterflügeldecken sind grün. Die Unterseiten der Hand- und Armschwingen sind stumpf olivgelb. Der Schnabel ist hornfarben. Der hervorstehende unbefiederte Augenring ist cremeweiß. Die Iris ist gelb. Die Beine sind graubraun. Die Flügellänge beträgt 167 bis 185 mm.
Bei den juvenilen Vögel fehlt die Rotfärbung am Flügelbug, am Handwurzelrand der Flügel und an den äußersten mittleren Flügeldecken. Die größeren Unterflügeldecken sind weniger rot. Die Schnabelbasis und die Iris sind grau. 
Der Monasittich war etwas kleiner, der Schnabel war bei ihm dunkler, die Rotfärbung unter den Handdecken heller. Die kleinen Handdecken waren völlig grün ohne rötliche Federn.

## Vorkommen

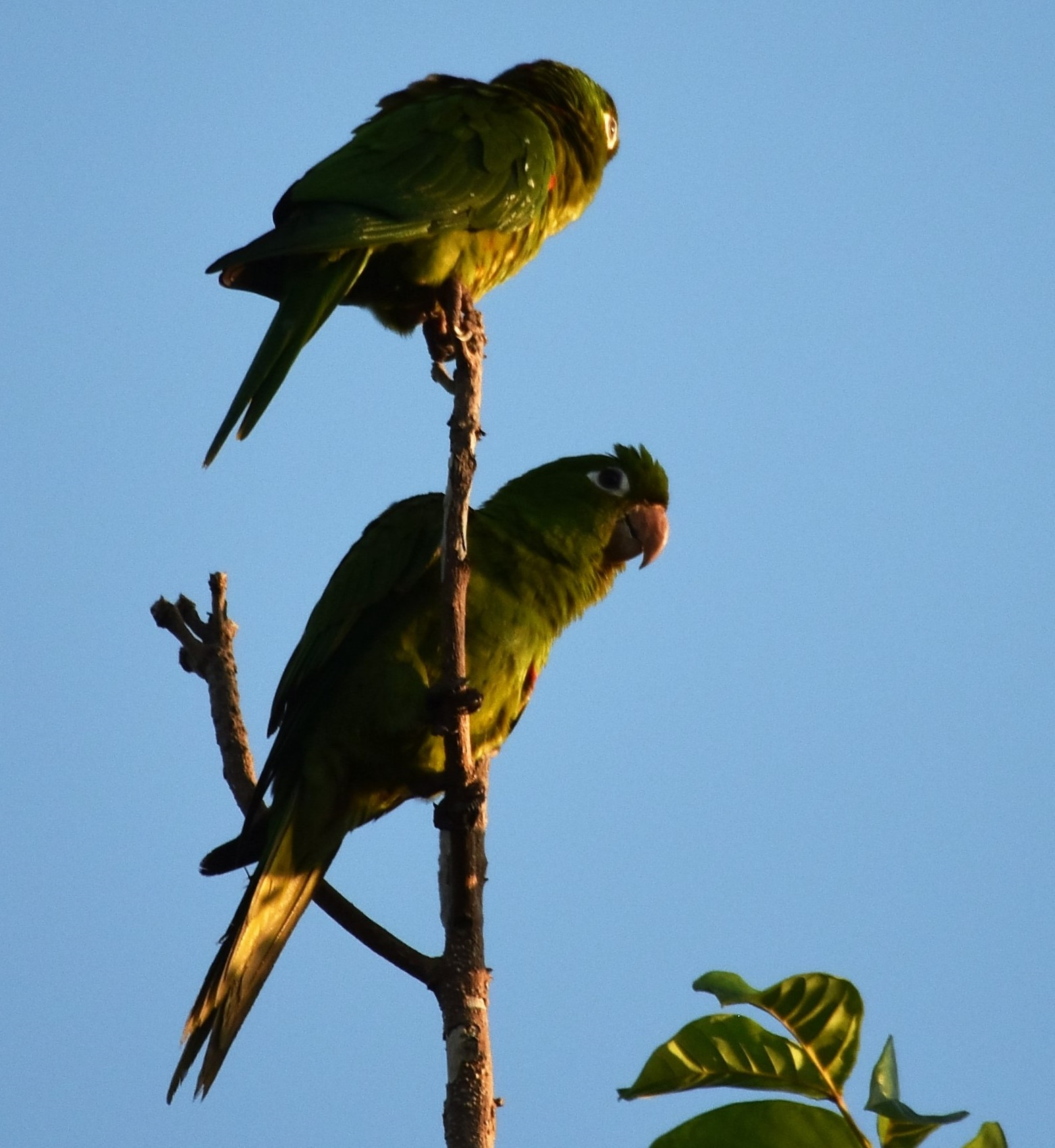
Haitisittiche

Der Haitisittich kommt in den Gebirgszügen Massif de la Selle und  Massif du Nord auf Haiti sowie in den Gebirgszügen Sierra de Baoruco und Sierra de Neiba in der Dominikanischen Republik vor. Auf Puerto Rico, wo bis in die 1860er Jahre die Unterart Psittacara chloroptera maugei vorkam, und auf Guadeloupe wurde er eingeführt. Auch in Florida wurden in den Jahren 1975, 1979 und 1992 illegal eingeführte und freigelassene Exemplare entdeckt.

## Lebensraum
Der Haitisittich bewohnt unterschiedliche Lebensräume vom Tiefland bis in Höhenlagen bis zu 3000 m. Hierzu gehören trockene Tieflandwälder, die Palmsavanne, Waldränder und feuchte Hochlandwälder, vor allem solche, die von Nadelgehölzen dominiert sind. Gelegentlich ist er auch auf kultivierten Flächen zu finden. Örtlich häufig ist er nur in ungestörten Regionen, insbesondere in den mittleren Höhenlagen.

## Lebensweise
Der Haitisittich ist ein Standvogel, der in Paaren, Familiengruppen oder kleinen Schwärmen von 8 bis 10 Individuen zu beobachten ist. In der Vergangenheit gab es Schwärme von bis zu 100 Vögeln. Er ist scheu und wachsam, aber bei der Futtersuche nicht besonders vorsichtig. Bei seinen morgendlichen Flügen oder auf der Sitzwarte ist er lärmend und auffällig, wobei ein schrilles Kreischen zu hören ist. Beim Verzehren der Nahrung im Laub des Blätterdaches ist er jedoch lautlos und bleibt aufgrund seiner Gefiederfärbung gut getarnt. Abends sucht er seine Schlafplätze auf. Die Paare fliegen im Schwarm dicht beieinander. Der Flug ist flink und geradeaus mit schnellen Flügelschlägen.